# Oxytropis gebleri
Oxytropis gebleri är en ärtväxtart som beskrevs av Aleksandr Andrejevitj Bunge. Oxytropis gebleri ingår i släktet klovedlar, och familjen ärtväxter. Inga underarter finns listade i Catalogue of Life.